# Esca

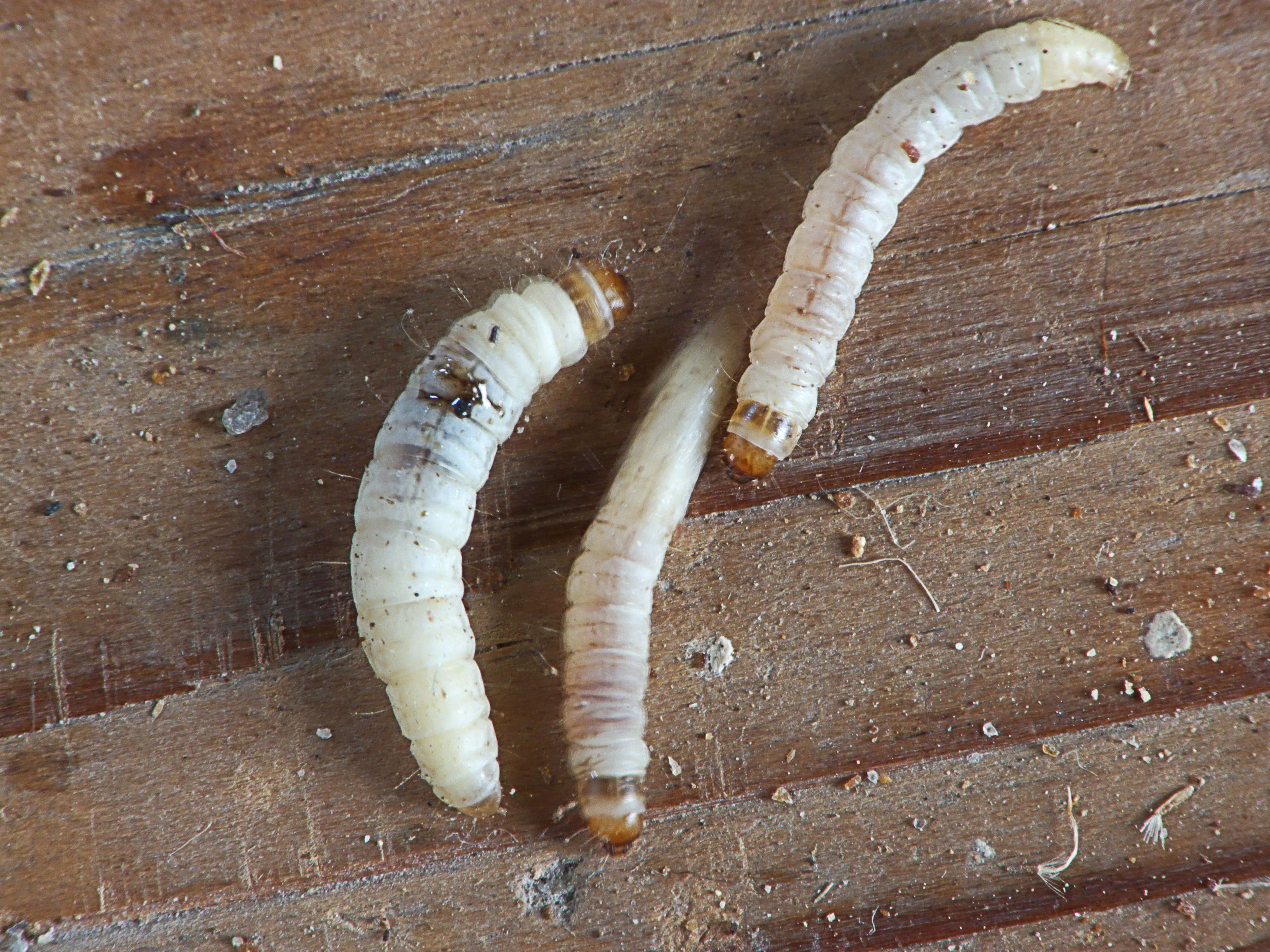
I bruchi di tarma minore della cera sono usati come esche per la pesca alla trota.

Per esca si intende, nella pesca, il cibo reale o finto utilizzato per attirare le prede. Essa può essere viva, morta o artificiale.

## Esca viva
Le esche vive sono quelle utilizzate maggiormente. Di solito sono bachi di mosca carnaria, lombrichi, coreani, americani (utilizzati per la pesca all'orata). I bachi di mosca carnaria sono molto utilizzati per la pesca leggera, sebbene abbiano il difetto che potrebbero, se abbandonati, diventare gli insetti finali e quindi proliferare.

## Esca morta

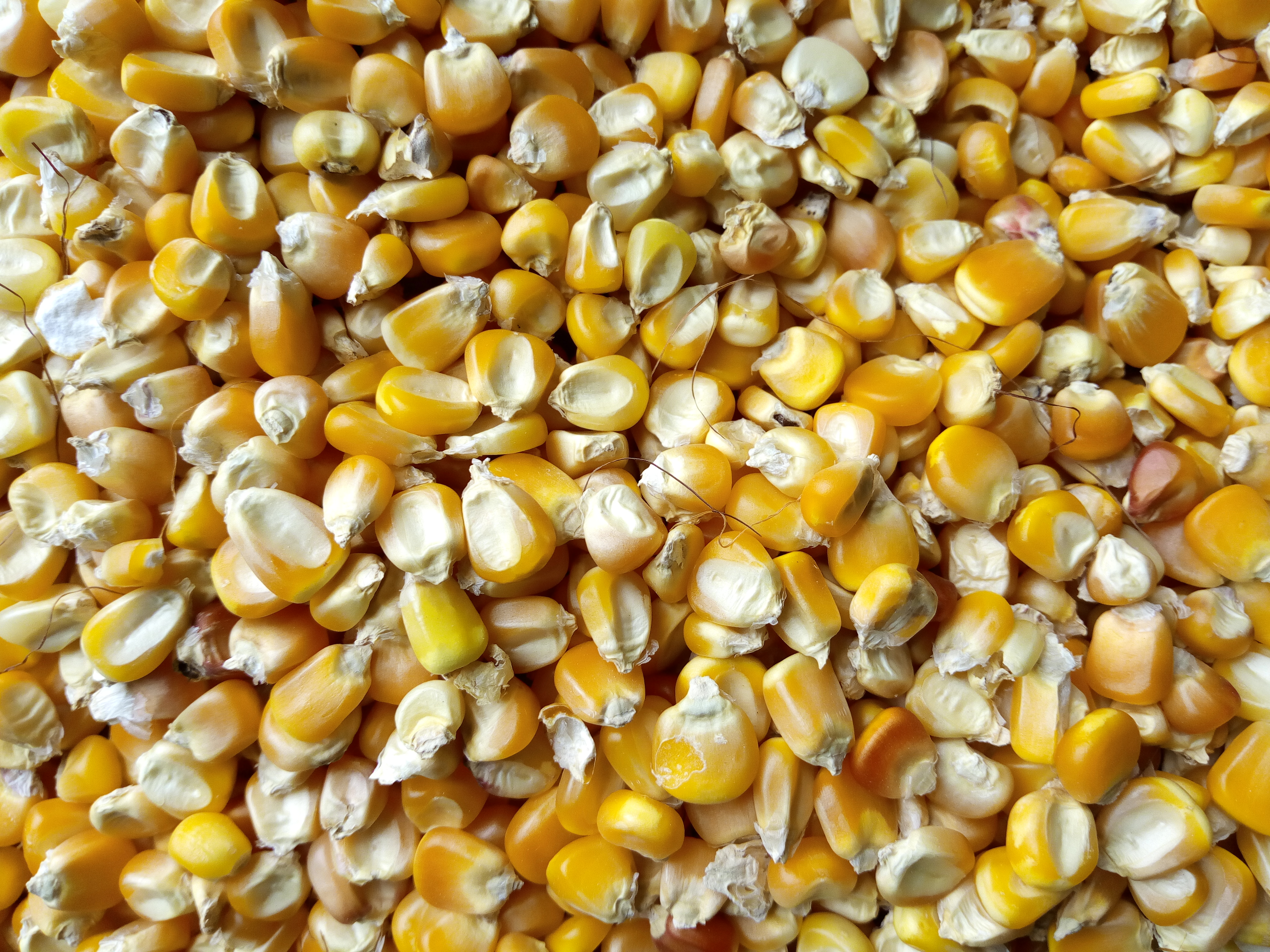
Il mais è usato come esca.

Il mais è usato per la pesca alla carpa.
Per pescare si utilizza molto frequentemente anche la frutta di cui le carpe sono molto ghiotte. La maggior parte dei pescatori di carpe oltre al mais utilizza l'uva.
Con la frutta si possono catturare i cavedani, anche se questi ultimi preferiscono alcune paste composte di formaggi e ingredienti che emanano un intenso profumo, disponibili in commercio o realizzabili in fai da te.

## Esca artificiale

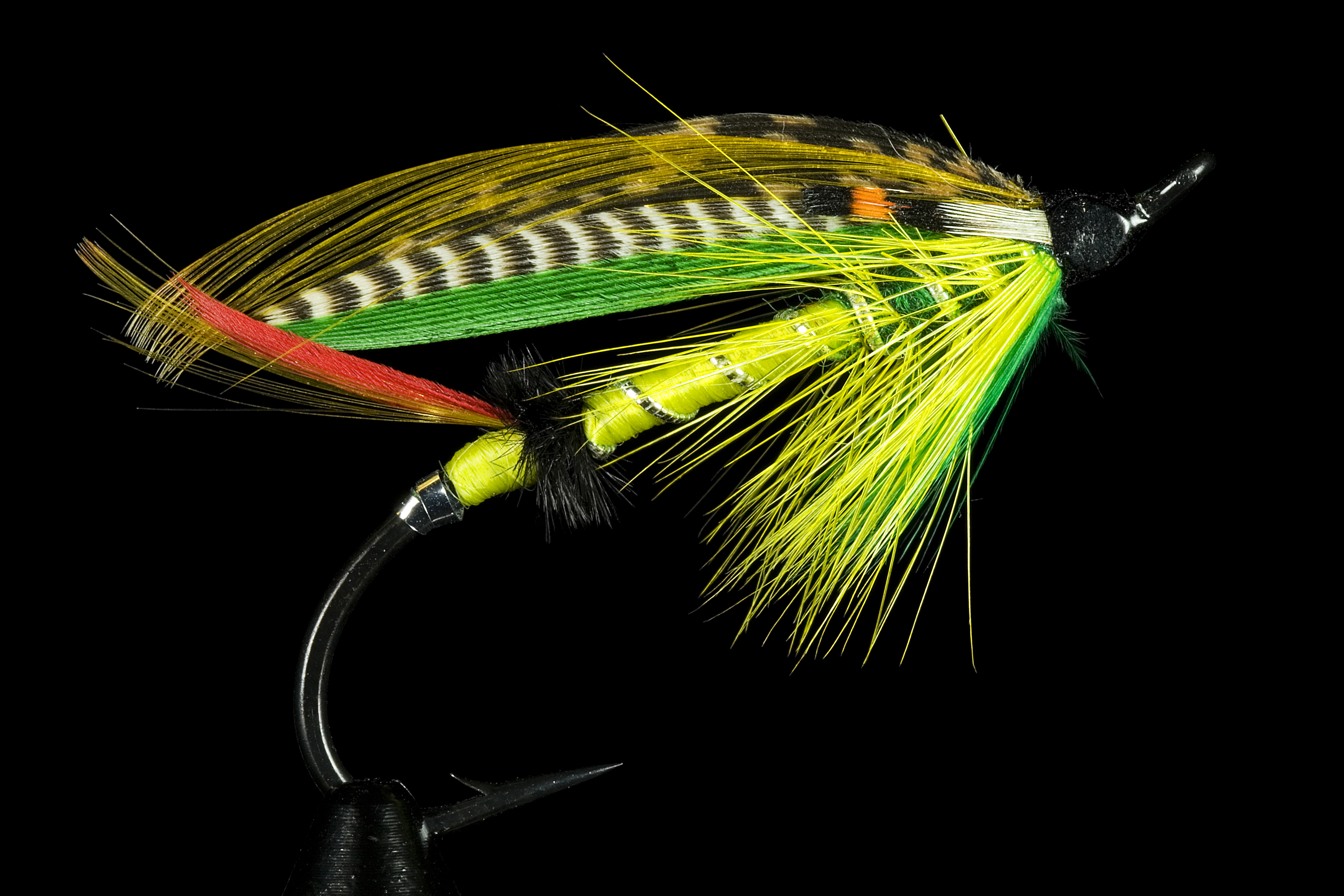
Green Highlander, una mosca artificiale utilizzata per la pesca al salmone.

Le esche artificiali sono di vario tipo.
Ci sono le mosche per la pesca a mosca, i minnow come i noti Rapala per la pesca alla traina o a spinning, usati principalmente per pescare i lucci, i black bass, le grandi trote, i siluri, i lucioperca, gli aspi in acqua dolce, mentre in mare è possibile pescare pesci come tonni, pesci serra, branzini o spigole.
Altre esche più "antiche" sono i cucchiaini, che possono essere rotanti o ondulanti e che tentano di attirare il pesce con lampi di luce, sfarfallio e vibrazioni che i pesci percepiscono con la linea laterale.
Altre esche diffuse per i pesci predatori sono quelle artificiali in gomma siliconica (vermoni, grub, jig, shad, creature, craw, ecc.).
Esche particolari possono essere le boile, delle "palle" costituite da farine, cereali, birdfood, aromi, che come dice il nome vengono bollite per indurirsi e resistere all'attacco dei piccoli pesci e che servono per la pesca alla carpa oppure i nuovi tipi di polenta per pesci arricchiti di alcuni aromi.

## Rischi
La cattura, il trasporto e la coltura dei pesci da esca possono diffondere organismi dannosi tra gli ecosistemi, mettendoli in pericolo. Nel 2007 diversi stati americani hanno emanato regolamenti volti a rallentare la diffusione delle malattie dei pesci, inclusa la setticemia emorragica virale, da parte dei pesci esca.

## Galleria d'immagini

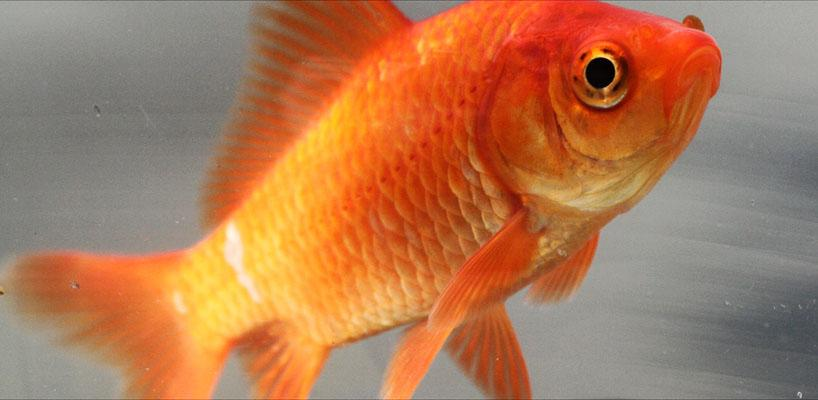
Un pesce esca (pesce rosso)
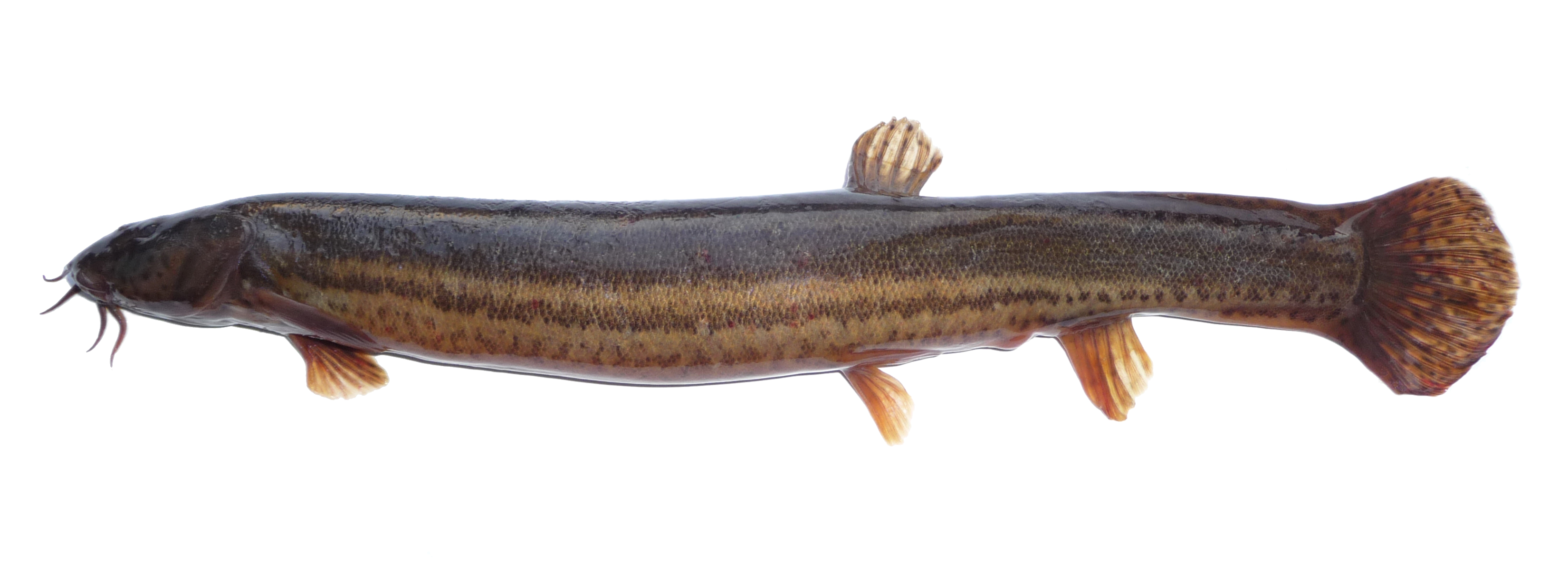
Un pesce da esca (Misgurnus fossilis)
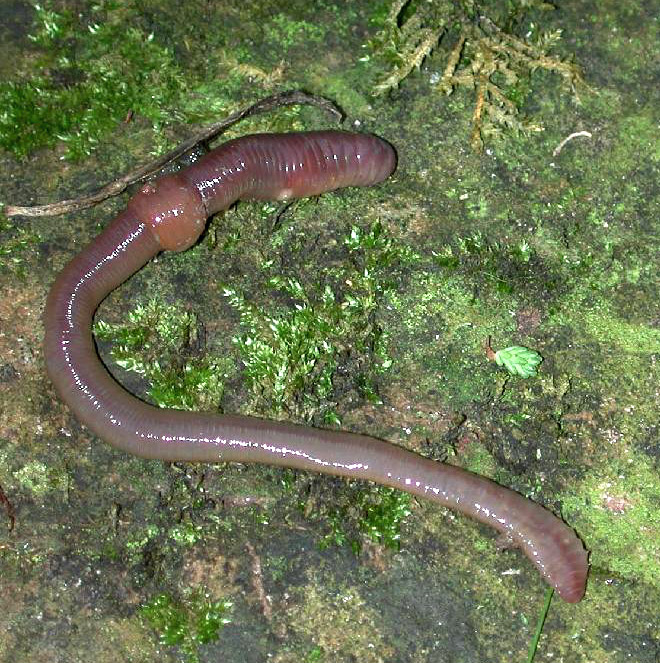
Lombrico comune
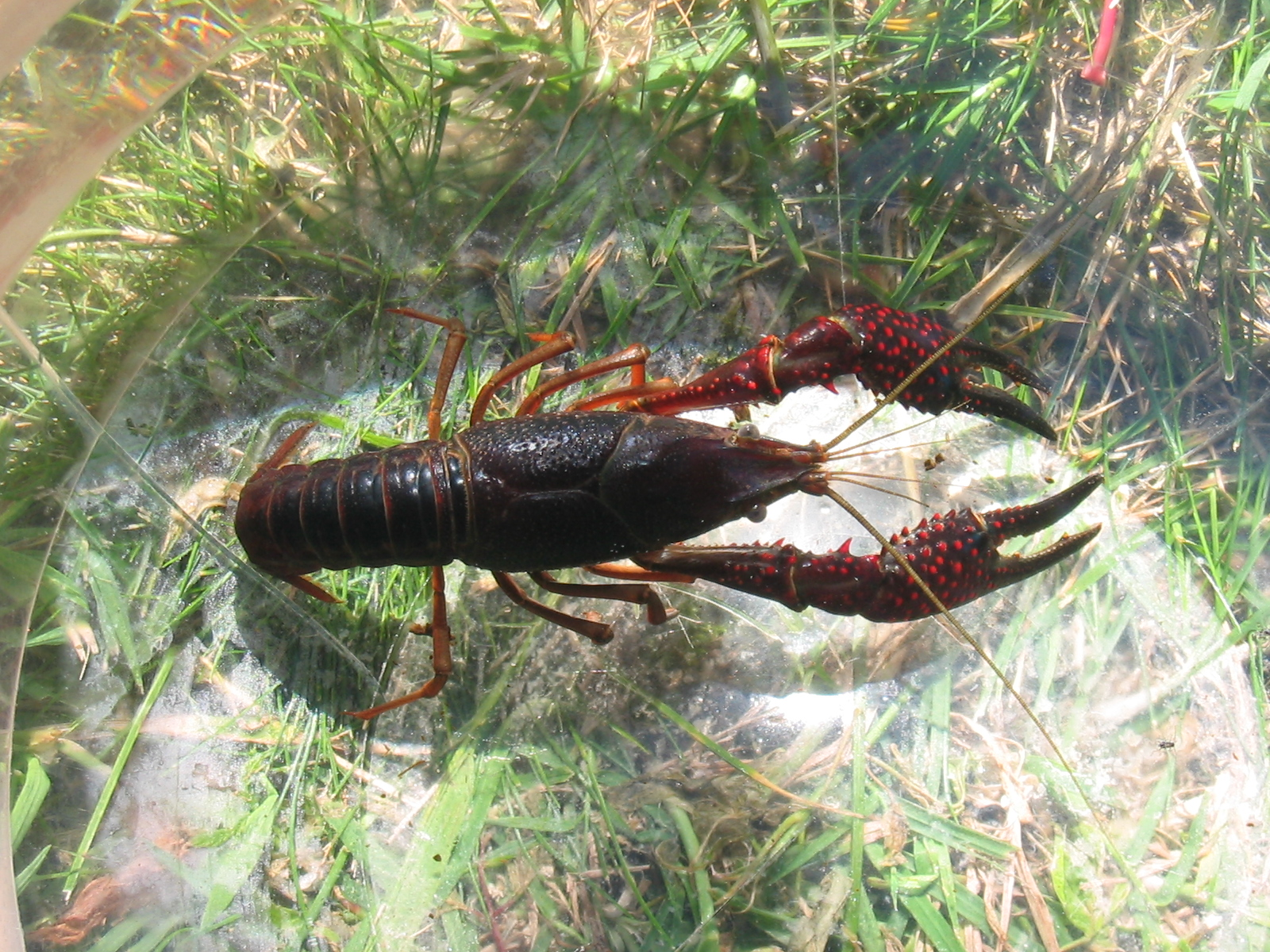
I gamberi di fiume sono comunemente venduti e usati come esche, vivi o con solo la polpa della coda[15].
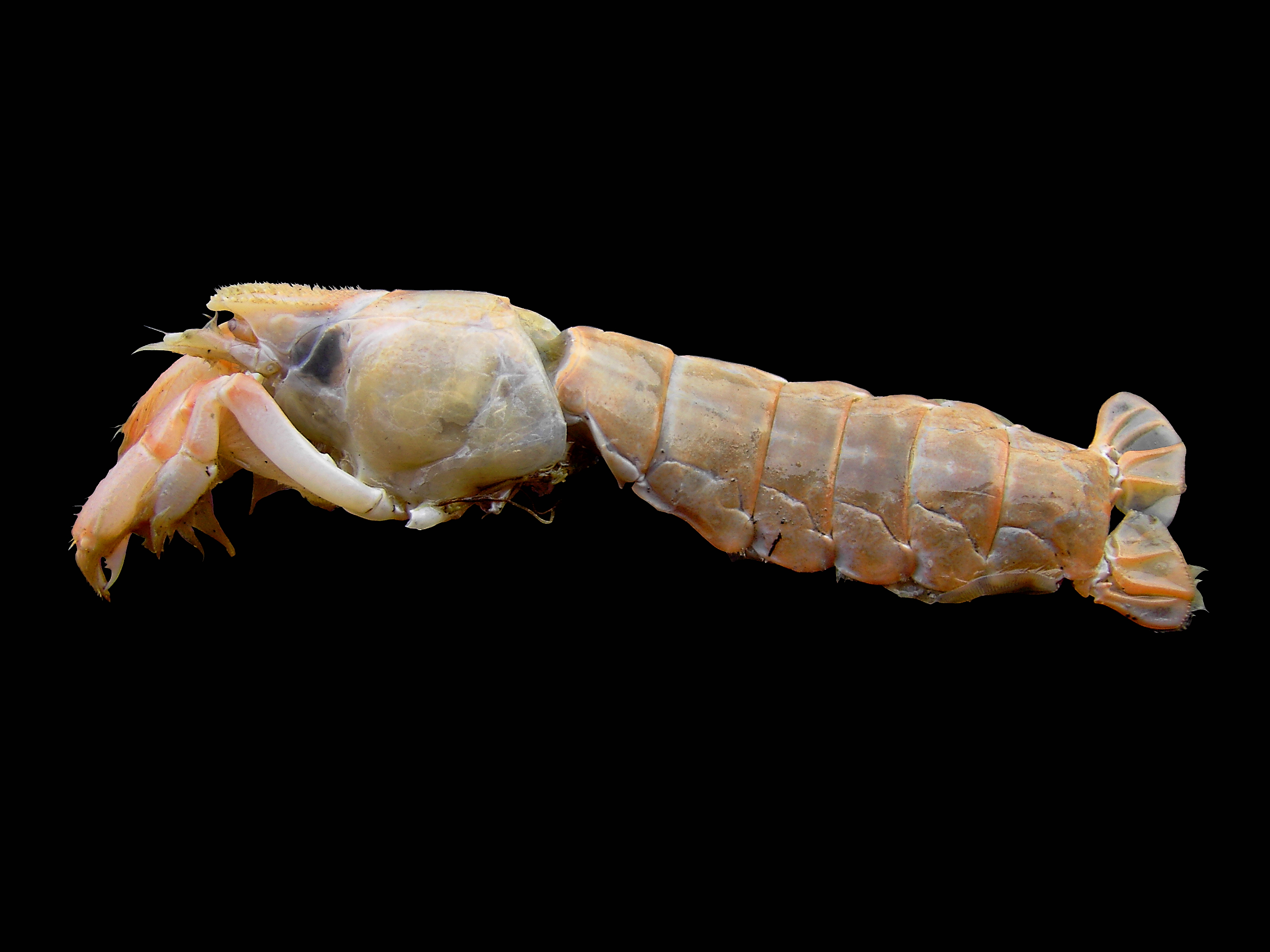
Thalassinidea
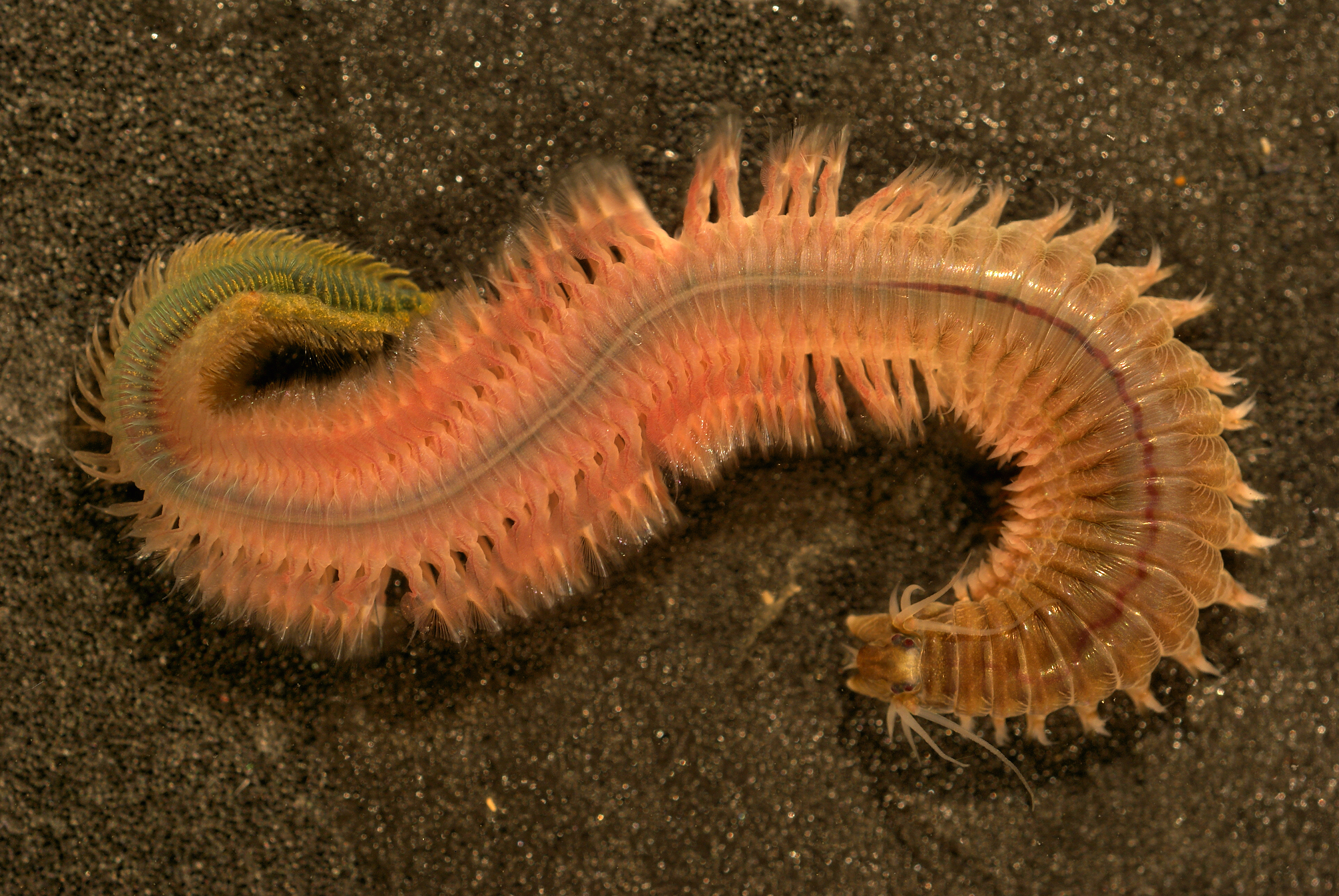
Nereididae
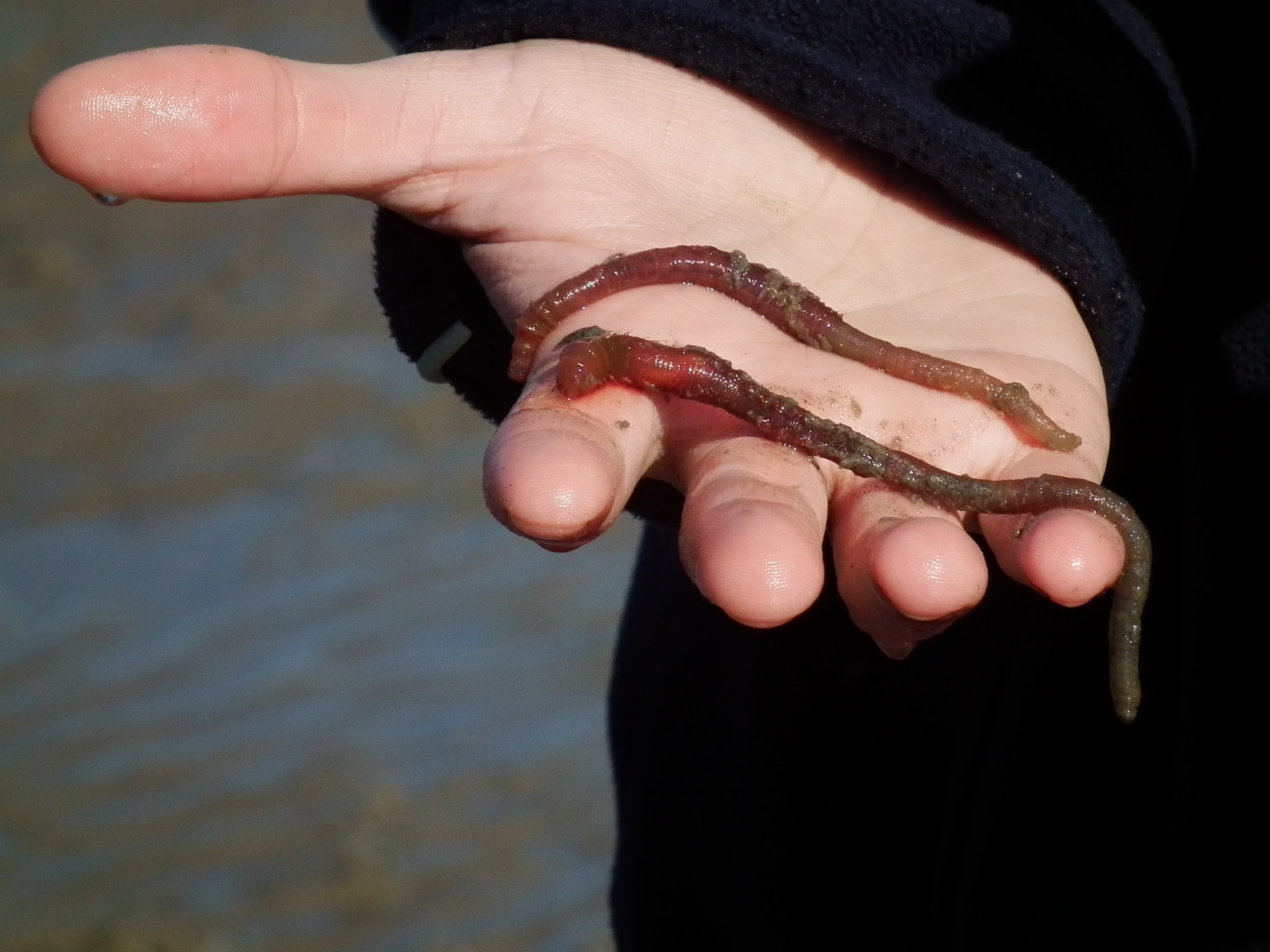
Arenicola marina
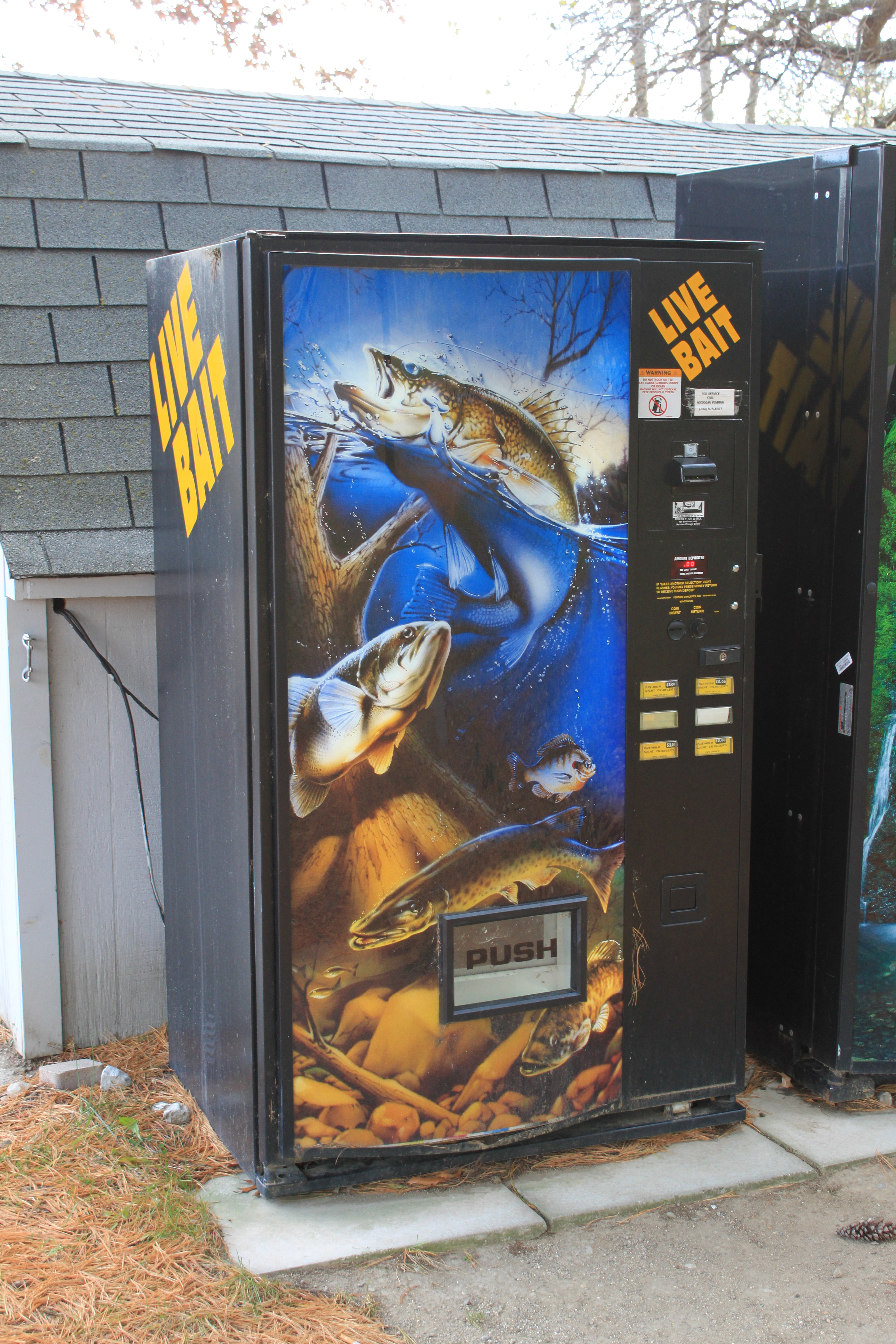
Distributore automatico di esche vive , Brighton Recreation Area , Michigan